# Heiligabend (Film)
Heiligabend ist ein US-amerikanischer Zeichentrick-Kurzfilm von William Hanna und Joseph Barbera aus dem Jahr 1941.

## Handlung
Der Tag vor Weihnachten. Das Haus ist festlich geschmückt, die Geschenke liegen unter dem Weihnachtsbaum und Maus Jerry findet vor ihrem Mauseloch ein Stück Käse mit Schleife in einer Mausefalle. Jerry interessiert sich jedoch viel mehr für die zahlreichen verpackten Geschenke, leckt an einer Zuckerstange, schaukelt auf einem kleinen Schaukelstuhl und springt auf einem Stofflöwen herum, der dabei Geräusche von sich gibt. Ein weiterer pelziger Untergrund, auf dem Jerry landet und auf dem er herumspringt, entpuppt sich als Katze Tom, und beide Rivalen verfolgen sich nun quer durch die Geschenkesammlung. Zwar küsst Tom die Maus, als die sich unter einem Mistelzweig versteckt, doch am Ende flüchtet Jerry durch den Briefschlitz der Tür, den Tom daraufhin verbarrikadiert.
Der Kater schüttelt sich sein Kissen vor dem Kamin auf und will schlafen. Das schlechte Gewissen um Jerry, der in der Kälte draußen langsam einschneit, lässt ihn jedoch nicht zur Ruhe kommen. Er öffnet den Briefschlitz, doch keine Maus erscheint. Tom findet Jerry schließlich vollkommen eingefroren und taut ihn langsam am Feuer auf. Jerry ist entsetzt, als er die Augen öffnet und Tom neben sich sieht. Der legt eine Zuckerstange zur Versöhnung vor die Maus. Jerry revanchiert sich, indem er Tom auf die Mausefalle aufmerksam macht, die er in seiner Milchschale versteckt hat. Am Ende kehrt Jerry ins Mauseloch zurück und fängt sich vorher mithilfe der Zuckerstange das eingepackte Stück Käse von der Mausefalle. Die jedoch schnappt nicht zu, sondern klappt langsam zusammen und spielt dabei eine Weihnachtsmelodie – Jerry ist begeistert.

## Produktion
Heiligabend war der dritte Tom-und-Jerry-Trickfilm von Hanna und Barbera und erschien als Teil der MGM-Trickfilmreihe Tom und Jerry. Der Film kam am 6. Dezember 1941 in die Kinos.
Im Film sind verschiedene Weihnachtslieder zu hören, darunter Jingle Bells, Deck the Halls und Stille Nacht, heilige Nacht. 

## Auszeichnungen
Heiligabend wurde 1942 für einen Oscar in der Kategorie „Bester animierter Kurzfilm“ nominiert, konnte sich jedoch nicht gegen Der herzlose Retter durchsetzen.